# Lilla Emma satt och grät
Lilla Emma satt och grät är en andlig sång för barn som skrevs av Lina Sandell-Berg. Sången brukar sjungas till melodin Jesus allt mitt goda är.

## Publicerad i
- Andeliga sånger 1859 av Carl Bernhard Wadström med titeln Lever Gud för dig
- Sånger för barn 1861 av Lina Sandell-Berg.